# 朝鮮日治時期行政區劃

1914年（大正3年）朝鮮行政區劃

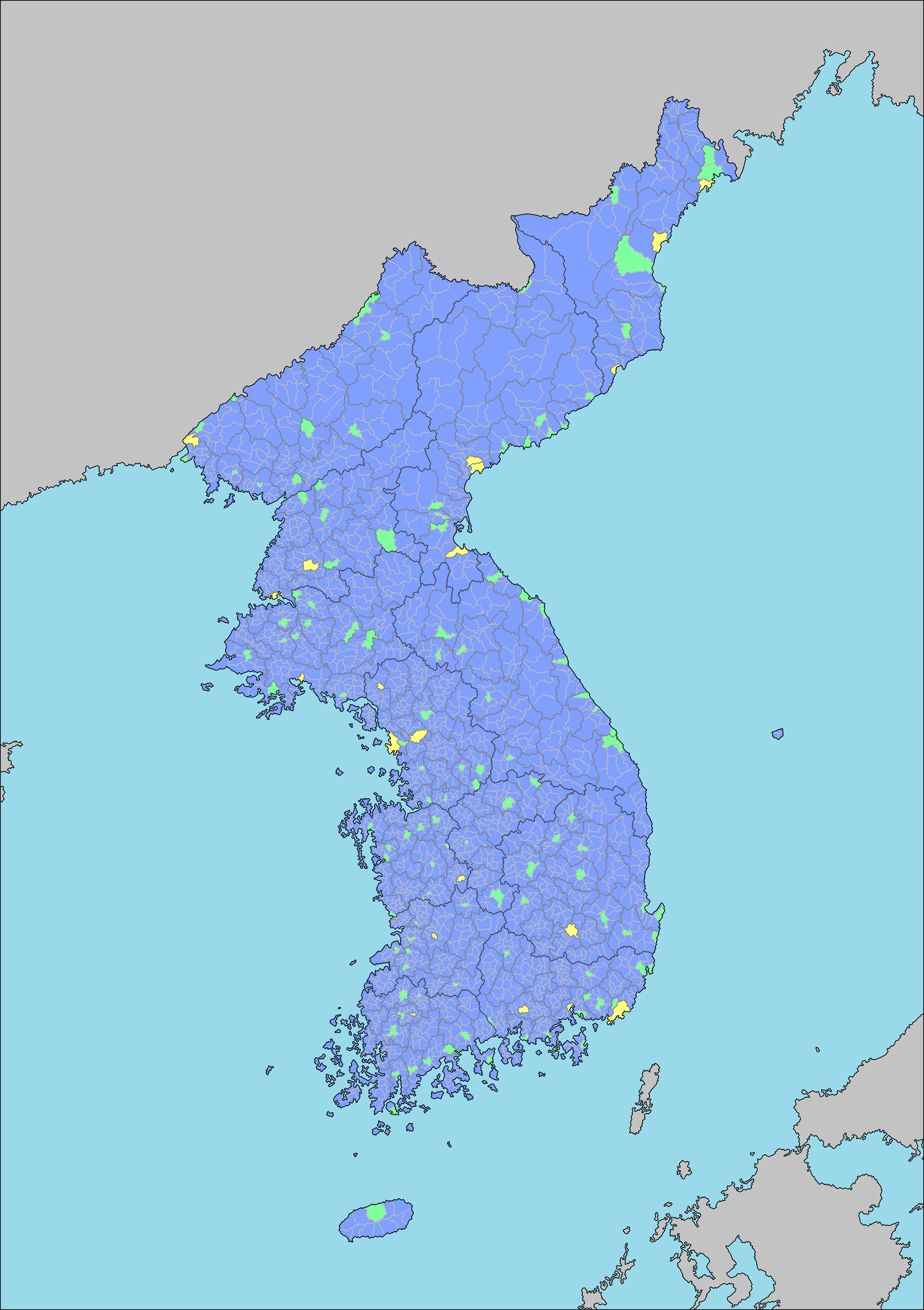
1945年（昭和20年）朝鮮行政區劃

大日本帝国於1910年（明治43年）8月22日與大韓帝國簽訂《日韩合并条约》，並於29日公布條約吞併韓國，同日將其改稱為朝鮮，並設朝鲜总督府以統治之，直至日本於1945年（昭和20年）8月15日宣布接受要求日本投降的《波茨坦公告》。朝鮮日治時期（日帝強佔期）行政區劃為十三道制，道又分為府、郡、島，下一級為面、邑。朝鮮總督府在朝鮮實行了一系列改造，大規模府郡面統廢合，並引入了有限的地方自治。

## 歷史
1896年，朝鲜王朝公布《地方制度官制改正件》，將全國行政區劃由二十三府制改為十三道制，這13個道分別為京畿道、忠清北道、忠清南道、全羅北道、全羅南道、慶尚北道、慶尚南道、黃海道、平安南道、平安北道、江原道、咸鏡南道、咸鏡北道，各道行政首長為觀察使。
1910年（明治43年），日韓合併，朝鮮總督府成立，同年敕令第357號《朝鮮總督府地方官官制》將全朝鮮分為13個道，數目及名稱與日韓合併前相同，各道行政首長為敕任的長官。1919年（大正8年）敕令第391號《朝鮮總督府地方官官制中改正》將長官改稱知事。1930年（昭和5年）12月1日制令第15號《道制》公布，1933年（昭和8年）4月1日施行，新設道為地方公共團體。設道評議會（三分之二由制限選舉選出，三分之一由道知事任命），引入一定的地方自治機能。
朝鮮總督府成立時，朝鮮的13個道分為12個府與317個郡，這些府郡又分為4322個面。1914年（大正3年）3月，朝鮮總督府實行府郡面統廢合，府仍有12個，郡減至220個，面減至2491個。1930年（昭和5年）新設邑。截至1944年（昭和19年）6月，朝鮮分13道、21府218郡2島、122邑2202面。1944年（昭和19年）12月，增設興南府。

## 道
本章節列表的面積、人口、人口密度以朝鮮總督府《昭和十年朝鮮國勢調查報告》（1935年）為準，面積單位為平方公里（保留小數點後2位），人口單位為人，人口密度單位為人/平方公里（保留整數）；府、郡、島數與地圖為1945年（昭和20年）8月15日時的狀況。
| 名稱     | 面積       | 人口       | 人口密度 | 府 | 郡  | 島 | 首府   | 道廳舍圖片 | 地圖 |
| -------- | ---------- | ---------- | -------- | -- | --- | -- | ------ | ---------- | ---- |
| 京畿道   | 12,814.34  | 2,451,691  | 191      | 3  | 20  | 0  | 京城   |            |      |
| 忠清北道 | 7,418.38   | 959,490    | 129      | 0  | 10  | 0  | 清州   |            |      |
| 忠清南道 | 8,106.48   | 1,526,825  | 188      | 1  | 14  | 0  | 大田   |            |      |
| 全羅北道 | 8,553.27   | 1,607,236  | 188      | 2  | 14  | 0  | 全州   |            |      |
| 全羅南道 | 13,887.37  | 2,508,346  | 181      | 2  | 21  | 1  | 光州   |            |      |
| 慶尚北道 | 18,988.82  | 2,563,251  | 135      | 1  | 22  | 1  | 大邱   |            |      |
| 慶尚南道 | 12,304.58  | 2,248,228  | 183      | 3  | 19  | 0  | 釜山   |            |      |
| 江原道   | 26,263.12  | 1,605,274  | 61       | 1  | 21  | 0  | 春川   |            |      |
| 黃海道   | 16,737.66  | 1,674,214  | 100      | 1  | 17  | 0  | 海州   |            |      |
| 平安南道 | 14,925.28  | 1,469,631  | 98       | 2  | 14  | 0  | 平壤   |            |      |
| 平安北道 | 28,444.50  | 1,710,352  | 60       | 1  | 19  | 0  | 新義州 |            |      |
| 咸鏡南道 | 31,978.47  | 1,721,676  | 54       | 2  | 16  | 0  | 咸興   |            |      |
| 咸鏡北道 | 20,346.77  | 852,824    | 42       | 3  | 11  | 0  | 清津   |            |      |
| 朝鮮     | 220,769.04 | 22,899,038 | 104      | 22 | 218 | 2  | 京城   |            |      |

## 府、郡、島

### 府
府相當於日本內地的市，長官稱府尹。1913年（大正2年）10月30日制令第7號《府制》公布，1914年（大正3年）4月1日施行，設府為地方公共團體。
引入府制時的12府：
| 名稱     | 府徽 | 所屬道   | 府廳舍圖片 |
| -------- | ---- | -------- | ---------- |
| 京城府   |      | 京畿道   |            |
| 仁川府   |      | 京畿道   |            |
| 群山府   |      | 全羅北道 |            |
| 木浦府   |      | 全羅南道 |            |
| 大邱府   |      | 慶尚北道 |            |
| 釜山府   |      | 慶尚南道 |            |
| 馬山府   |      | 慶尚南道 |            |
| 平壤府   |      | 平安南道 |            |
| 鎮南浦府 |      | 平安南道 |            |
| 新義州府 |      | 平安北道 |            |
| 元山府   |      | 江原道   |            |
| 清津府   |      | 咸鏡北道 |            |

後來施行府制的都市：
| 名稱   | 府徽 | 所屬道   | 設府時間           |
| ------ | ---- | -------- | ------------------ |
| 開城府 |      | 京畿道   | 1930年（昭和5年）  |
| 咸興府 |      | 咸鏡南道 | 1930年（昭和5年）  |
| 大田府 |      | 忠清南道 | 1935年（昭和10年） |
| 光州府 |      | 全羅南道 | 1935年（昭和10年） |
| 全州府 |      | 全羅北道 | 1935年（昭和10年） |
| 羅津府 |      | 咸鏡北道 | 1936年（昭和11年） |
| 海州府 |      | 黃海道   | 1938年（昭和13年） |
| 晉州府 |      | 慶尚南道 | 1939年（昭和14年） |
| 城津府 |      | 咸鏡北道 | 1941年（昭和16年） |
| 興南府 |      | 咸鏡南道 | 1944年（昭和19年） |

### 郡、島
郡的長官稱郡守。
1915年（大正4年）5月敕令第66號《地方官官制中改正》設島，長官稱島司。島司兼任警察署長，有發「島令」的權力。島制廢濟州郡與鬱陵郡，置濟州島與鬱陵島。

## 面、邑
面相當於日本內地的村，長官稱面長。1917年（大正6年）10月面制施行，設面為地方公共團體。1930年（昭和5年）12月制令第12號大改正後成為邑面制，1931年（昭和6年）4月1日施行。
邑相當於日本內地的町，長官稱邑長。應邑面制施行，1931年（昭和6年）4月新設邑，當年有49邑。
1930年（昭和5年）邑面制施行時，邑面有一定的地方自治機能。邑會是邑的決議機關，面協議會是面的諮詢機關，由制限選舉選出議員。